# 深证100指数
深圳证券交易所100股价指数（简称深证100指数、深证100，英文SZSE 100 Price Index），指数代码为深交所：399330，是深圳证券交易所主要的成分指数之一，由100只规模大、市场份额高、交易活跃的股票组成，指数反映了深圳市场核心优质上市公司的股价变动走势。
深圳100指数于2006年1月24日首次发布，主要包含了深市主板中的蓝筹价值型企业和一部分来自中小板和创业板的成长型优质企业。每半年审核并根据审核结果调整指数成分股，调整时间是每年6月和12月的第二个星期五的下一交易日。

## 指数编制规则

### 选取范围
在深圳交易所上市的股票中，同时满足以下条件的 A 股：
- 非ST、*ST的A股；
- 上市时间超过六个月，A股总市值排名位于深圳市场前 1% 的股票不受此限制。
- 公司最近一年无重大违规、财务报告无重大问题；
- 公司最近一年经营无异常、无重大亏损；
- 考察期内股价无异常波动。

### 选样方法
对入围股票在最近半年的 A 股日均成交金额由高到低排序，剔除排名后 10% 的股票；然后对剩余股票按照最近半年的 A 股日均总市值从高到低排序，选取前 100 名股票构成指数成份股。在排名相似的情况下，优先选取行业代表性强，盈利记录好的股票作为成份股。